# Sinapis
Sinapis és un gènere de plantes amb flors de la família brassicàcia. L'espècie més coneguda (Sinapis alba) proporciona la mostassa blanca. Les fulles se'n fan servir com a aliment en algunes cultures, incloent l'Índia septentrional i la cuina de Grècia.
Consta d'unes 8 espècies centrades principalment a la regió mediterrània i sahariana.
Als Països Catalans en són autòctones les següents:
- Sinapis arvensis, mostasssa de camp.
- Sinapis alba, mostassa blanca.